# Caus e Sausens
Caus e Sausens (en francès Caux-et-Sauzens) és un municipi del departament de l'Aude a la regió francesa d'Occitània. L'1 de gener del 2022 tenia 1.013 habitants.